# Brunhilde Pomsel
Brunhilde Pomsel (Berlino, 11 gennaio 1911 – Monaco di Baviera, 27 gennaio 2017) fu la segretaria personale del Ministro della propaganda Joseph Goebbels durante gli ultimi anni della seconda guerra mondiale.
È stata una delle ultime testimoni ancora in vita del regime nazista.

## Biografia
Nata a Berlino nel 1911, Pomsel lavorò per alcuni anni come segretaria e stenografa per un avvocato ebreo e per un membro del partito nazista, prima di ottenere un lavoro come segretaria per il dipartimento dell'informazione del neonato Terzo Reich nel 1933. Nel 1942, su raccomandazione di un amico, fu trasferita al Reichsministerium für Volksaufklärung und Propaganda, dove divenne la segretaria personale di Joseph Goebbels fino alla morte di questi nel 1945. La donna tuttavia ha sempre negato categoricamente di essere stata a conoscenza dell'esistenza dei campi di concentramento nazisti e dell'olocausto. Pomsel trascorse gli ultimi giorni di guerra con il suo datore di lavoro nel bunker in cui Hitler si suicidò, così come fece lo stesso Goebbels dopo aver ucciso i sei figli e la moglie. Dopo la caduta di Berlino la donna fu arrestata dal Commissariato del popolo per gli affari interni e passò i successivi cinque anni come prigioniera nel campo di concentramento di Buchenwald, al Gedenkstätte Berlin-Hohenschönhausen e nel campo di concentramento di Sachsenhausen, prima di essere rilasciata nel 1950.
Dopo la liberazione, Pomsel si trasferì nella Germania Ovest e tornò a lavorare come segretaria, prima a Baden-Baden e poi per l'ARD a Monaco, dove rimase fino al pensionamento nel 1971. In occasione del suo centesimo compleanno nel 2011 la Pomsel, una delle ultime testimoni del regime nazista, parlò per la prima volta apertamente contro Goebbels e cinque anni dopo un documentario sulle sue esperienze con il regime, intitolato A German Life, fu presentato al Filmfest München. Oltre ad aver sempre negato di aver svolto una qualsiasi parte nel compimento della shoah, dichiarandosi più volte completamente all'oscuro di quanto stesse succedendo, Brunhilde Pomsel ha spesso dichiarato anche di non provare sensi di colpa o rimorso per quanto accadde, ritenendo di essere tanto colpevole quanto il resto del popolo tedesco.

## Libri
- Una vita tedesca (Ein deutsches Leben), con Thore D. Hansen, trad. di N. Giacon, Rizzoli, Segrate, 2018. ISBN 978-8817099653